# 2483 Guinevere

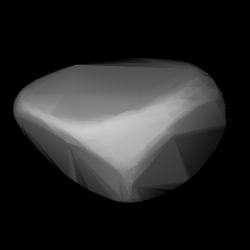
Modelo de forma convexa 3D de 2483 Guinnevere, calculado usando técnicas de inversão de curva de luz

Guinnevere (asteroide 2483) é um asteroide da cintura principal com um diâmetro de 44,17 quilómetros, a 2,8699921 UA. Possui uma excentricidade de 0,2763629 e um período orbital de 2 884,92 dias (7,9 anos).
Guinnevere tem uma velocidade orbital média de 14,95590908 km/s e uma inclinação de 4,49881º.
Este asteroide foi descoberto em 17 de Agosto de 1928 por Max Wolf.